# フィアット・スティーロ
スティーロ（Stilo）はイタリアの自動車メーカー、フィアットが2001年から2010年まで生産していた3ドアおよび5ドアハッチバック、5ドアエステートの小型ファミリーカー。エステートはスティーロ・マルチワゴン（Stilo Multi Wagon）として販売された。
ハッチバックは2001年3月のボローニャモーターショーで発表された後、ブラーボ/ブラーバの後継として10月に欧州市場で発売された。2003年1月にマルチワゴンが続いた。
2007年にはほとんどの市場で、2代目のブラーボに置き換わった。5ドアハッチバックは2010年10月までブラジルで生産され続け、完売後に置き換えられた。

## 概要
スティーロは2001年10月に市場に投入され、フォード・フォーカスといった定評ある車種や、新発売のプジョー・307と競合した。スティーロはインテリアの多用途性、堅実なコモンレール式ディーゼルエンジン、そして技術的に豊富な装備で何よりも賞賛されている。2002年のヨーロッパ・カー・オブ・ザ・イヤーでは、プジョー・307とルノー・ラグナに次ぐ3位となった。
しかしこの車は、多くの批判があった。批評家たちの意見には、この車が過度な車重と半独立式リアトーションビームについて攻撃的な意見が多かったが、これは当時の市場をリードしていたフォルクスワーゲン・ゴルフと同じシステムだった。ところがスティーロの先代にあたるブラーボ／ブラーバやクーペ・フィアットには独立懸架リアサスペンションが採用され、高い評価を得ていた。それがトーションビームに変更されたことは、メカニズム的に退化したものだと見る向きもあった。
スティーロは、2代目プントに続いてTRWコラムドライブ式電動パワーアシスト・ステアリング（EPS）技術を採用した世界で2番目の車であり、後に2003年の日産・マイクラとルノー・メガーヌにも導入された。モデルレンジの高齢化に伴い、利用可能なオプションの範囲は縮小された。このシステムは、駐車操作時や低速走行時にドライバーの負担をさらに軽減することを可能にし、ダッシュボードにある「CITY」の文字が特徴のボタンで作動させることができる。しかし、起動すればアンダーステアにはなりにくいが、スプリングとダンパーのレートがソフトなため体感を鈍らせる。
エンジン、特に1.2リッターガソリンエンジンも一般的にはパワー不足と批判された。1.6リッターは、強力なパフォーマンスを提供した古いフィアット・128 SOHCエンジンを搭載した最後の車種の一つである。
また、この車の燃費は、車重のせいでクラスとしては劣ると見られていた。さらに、アバルトに搭載されていたセレスピードのギアボックスは、反応が遅すぎるため、特にこの高出力バージョンには不適切であると批判された。それにもかかわらず、この車は、その高いレベルのグリップ（異常に幅の広いタイヤに助けられた）とブレーキで賞賛を勝ち取った。
イギリスでは、アクティブ、アクティブエアコン、ブルー、ダイナミック、スポーティング、アバルト、GT、プレスティージオ、Xbox限定モデル、ミハエル・シューマッハ、シューマッハGPなど、さまざまなトリムレベルが用意され、イギリス車のスペシャリストであるプロドライブが全般的な改造を施した。
スティーロは当初、一部の市場でレーダーアシストクルーズコントロールのオプションが提供されていた。これはフロントバンパーとリアにセンサーを搭載し、他の車両の速度に応じて車速を調整するものだった。ところがこれは、干渉によって望ましくない結果が生じることが明らかになったため、すぐに取り扱いを中止した。
「Easy Go」と名付けられたキーレスエントリーは、シトロエン、メルセデス・ベンツ、ミニ (BMW)のシステムと同様の機能を持つプッシュボタンスタートで、オプションとして利用可能だった。2005年9月に発表された2006年モデルでは、新しいフロントグリル、異なるシートファブリック、電動ミラーコントロールのウィンドウコントロールコンソールからギアスティックのすぐ後ろに移設された。
また、エントリーモデルでは、センターアームレストが取り外され（下向きにすると、アウディ・A3のようにハンドブレーキが快適に使用できなくなる）、リアエアベントが削除された。
最終的に販売はまったく上手くいかなかった。F1スターのミハエル・シューマッハとルーベンス・バリチェロを起用した大規模な広告キャンペーンは、車の販売にほとんど役に立たなかった。2013年10月、エコノミスト誌は「欧州最大の赤字を生む自動車」のレポートにスティーロを載せた。
2004年、スティーロは軽いフェイスリフトを受けた。1,242ccエンジンが廃止され、プントの1.4リッターユニットが採用され、パワーは95 PS (70 kW; 94 hp)に向上し、再び6速ギアボックスが組み合わされた。また、テールライトが変更され、アバルト・バージョンにはセレスピードの代わりに伝統的なマニュアル・ギアボックスが採用された。

## デザイン
スタイル研究は1998年に始まり、最終的に3つのデザイン案が選出された。原案となるデザインはマウロ・バッソ、アーロン・ホーキンス、トーマス・セルツレによるものだった。
当時のチェントロ・スティレ・フィアットのトップはピーター・ファスベンダーで、エクステリアはマウロ・バッソのスタイルを選び、インテリアはピーター・ヤンセンが担当した。一方、グループ全体を統括していたのは、フィアットのプロダクトエンジニアリングの責任者でもあったネヴィオ・ディ・ジュストだった。
3ドアハッチバックはより流線型でスポーティな形状で、5ドアハッチバックはより「親しみやすい」ものとなっている。ところがこのスタイリングは賛否両論の意見が飛び交った。多くのジャーナリストや愛好家からは、先代のブラーボやブラーバのスタイリングが「イタリア的」すぎると批判されたのに対して、こちらは当たり障りのないドイツ風すぎると批判された。欧州の多くの競合車と同様に、5ドアはクーペのような3ドアのボディスタイルよりもスポーティさに欠け、ルーフラインが高く、全体的にアップライトな外観だった。

## エンジン
| モデル                              | 販売時期                   | タイプ              | 排気量（cc） | 最高出力 （kW (PS) / rpm） | 最大トルク （Nm (kgm) / rpm） | CO2排出量 （g/km） | 0-100 km/h 加速（秒） | 最高速度 （km/h） | 平均燃費 （km/L） |
| 1.2 F.I.R.E. 16V 80                 | 2002年初頭 - 2003          | 直列4気筒ガソリン   | 1242         | 59 (80) / 5000             | 114 (11.6) / 4000             | --                 | 13.4                  | 172               | 15.8              |
| 1.4 F.I.R.E 16V 95                  | 2004年初頭から             | 直列4気筒ガソリン   | 1368         | 70 (95) / 5000             | 128 (13.1) / 4500             | 153                | 12                    | 180               | 15.3              |
| 1.6 Torque 16V 103                  | デビューから2005年末まで   | 直列4気筒ガソリン   | 1596         | 76 (103) / 5750            | 145 (14.8) / 4000             | --                 | 10.9                  | 183               | 13.3              |
| 1.6 Ecotec 16V 105                  | 2005年末より               | 直列4気筒ガソリン   | 1598         | 77 (105) / 6200            | 150 (15.3) / 3900             | 159                | 12                    | 185               | 14.9              |
| 1.8 Pratola Serra 16V 133           | デビュー以来               | 直列4気筒ガソリン   | 1747         | 98 (133) / 6400            | 162 (16.5) / 3500             | --                 | 9.5                   | 203               | 12.5              |
| 2.4 Pratola Serra 20V 170           | 2003年末より               | 直列5気筒ガソリン   | 2446         | 125 (170) / 6000           | 221 (22.5) / 3500             | --                 | 8.5                   | 217               | 10.3              |
| 2.4 Pratola Serra 20V 170 Selespeed | デビュー以来               | 直列5気筒ガソリン   | 2446         | 125 (170) / 6000           | 221 (22.5) / 3500             | --                 | 8.5                   | 217               | 10.3              |
| 1.9 JTD 80                          | 2002年初頭から2003年末まで | 直列4気筒ディーゼル | 1910         | 59 (80) / 4000             | 196 (20.0) / 1500             | --                 | 12.9                  | 172               | 18.5              |
| 1.9 JTD 8V 100                      | 2006年末より               | 直列4気筒ディーゼル | 1910         | 73.5 (100) / 4000          | 200 (20.4) / 2000             | --                 | 11.6                  | 183               | 18.8              |
| 1.9 JTD 115                         | デビューから2004年末まで   | 直列4気筒ディーゼル | 1910         | 85 (116) / 4000            | 255 (26.0) / 2000             | 143 (149 MW)       | 11.2                  | 193               | 18.8              |
| 1.9 Multijet 8V 120                 | 2005年末より               | 直列4気筒ディーゼル | 1910         | 88 (120) / 4000            | 255 (26.0) / 2000             | 140                | 10.7                  | 194               | 18.8              |
| 1.9 JTD 16V 140                     | 2003年末から2005年末まで   | 直列4気筒ディーゼル | 1910         | 103 (140) / 4000           | 305 (31.1) / 2000             | --                 | 9.7                   | 203               | 17.8              |
| 1.9 Multijet 16V 150                | 2005年末より               | 直列4気筒ディーゼル | 1910         | 110 (150) / 4000           | 305 (31.1) / 2000             | 149                | 8.8                   | 209               | 17.8              |

## 安全性
スティーロはユーロNCAPの自動車安全テストに合格し、以下の評価を受けた。
| 試験         | スコア | レーティング |
| ------------ | ------ | ------------ |
| 乗員（成人） | 27     | 4/5stars     |
| 乗員（子供） | 37     | 4/5stars     |
| 歩行者       | 8      | 1/4stars     |

## モータースポーツ

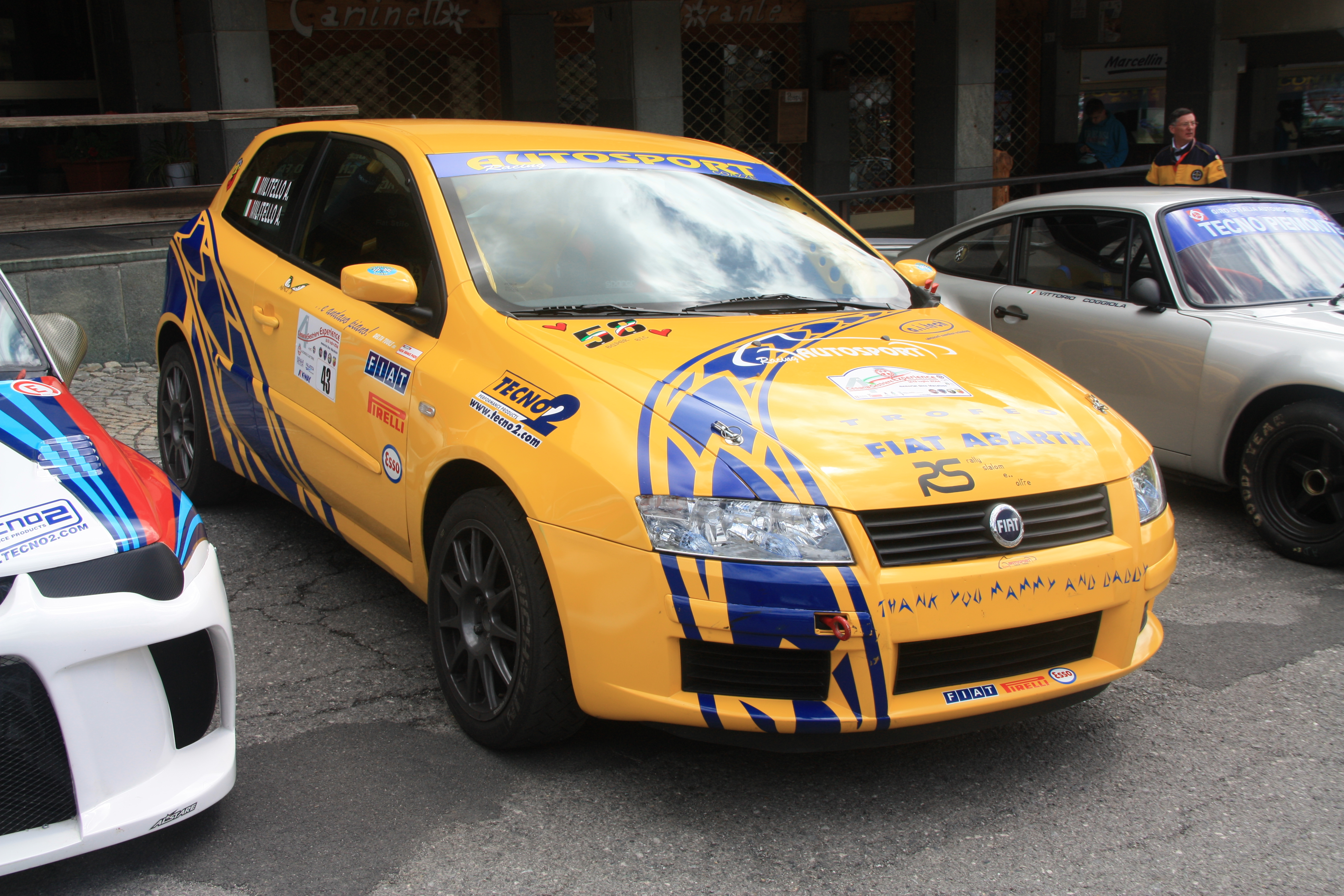
フィアット・スティーロ・アバルトラリー

この車のグループNバージョンは、2002年から2005年までイタリアで開催されたトロフェオ・スティーロ・アバルトと呼ばれるシングルメイクのトロフィーに出場するためにアバルトによって開発された。2001年11月のボローニャモーターショーで発表された。
スティーロ 1.8 16vから派生し、エンジン出力は133 bhp (99 kW; 135 PS)から157 bhp (117 kW; 159 PS)に、2003年のシーズンからは180 bhp (134 kW; 182 PS)に増加した。同様のレースは2004年から2005年までイギリスで開催され、フィアット・スティーロ・ラリーカップと呼ばれた。
2004年9月、フィアットUKが支援するジュニアチームが世界ラリー選手権のウェールズ・ラリーGBにグループAで参戦し、翌年には他の2台がラリーに参加した。スティーロは過去数年間、アンドロストロフィーにも参加している。

## マーケティング

### 南アメリカ

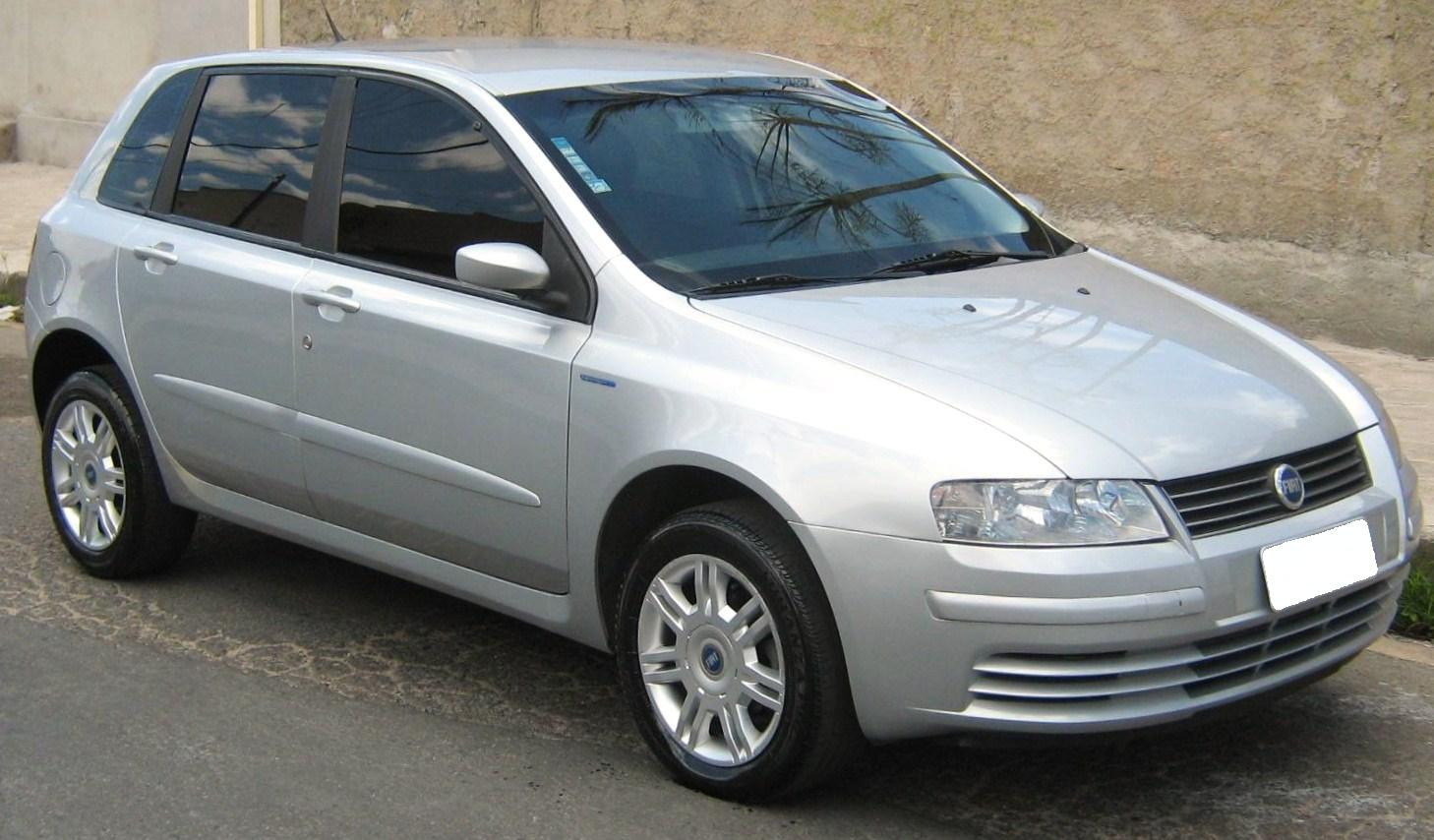
ブラジル製の5ドアハッチバック

南米では2003年に、5ドアハッチバックのみの設定で発売され、ブラジルで組み立てられた。エンジンは103 PS (76 kW; 103 PS)を出力する1.8L ファミリーI GMエンジンの8バルブ仕様、または122 PS (90 kW; 122 PS)を出力する16バルブ仕様、アバルトモデルには2.4L、20バルブ、5気筒が搭載され170 PS (125 kW; 170 PS)を出力した。
輸出用のエンジンは133 PS (98 kW; 133 PS)のイタリア製1.8 16v VISエンジン、アルゼンチン、ウルグアイ向けには115 PS (85 kW; 115 PS)の1.9 JTDディーゼルだった。チリにはJTDは導入されなかったが、イタリア製の3ドアとマルチワゴンが輸入された唯一の国であった。ディーゼル車はブラジルの自家用車購入者には合法的に販売されなかった。
2004年にはシューマッハの特別仕様車が追加され、2006年まで販売が続いた。欧州仕様が3ドアをベースに2.4 20バルブエンジンを搭載していたのに対し、ブラジル仕様は5ドアで122 PS (90 kW; 122 PS)のファミリーI GM 1.8 16vエンジンのみを搭載していた。
2006年、ガソリンとエタノールが使用可能なGM製フレキシブルエンジン（1.8 8v、ガソリン110 PS (81 kW; 110 PS)、エタノール114 PS (84 kW; 114 PS)）が追加され、1.8 16vエンジンは廃止された。アメリカでは、2010年末にスティーロのラインナップの一部を新型ブラーボに置き換え、ブラジルで生産する。
フィアットは、2008年1月末にフェイスリフトしたスティーロを発表し、デュアロジック（Dualogic）AMTがリリースされ、1.8 8v Flex エンジンを搭載するすべてのモデルで利用可能となった。ガソリン車では112 PS (82 kW; 110 hp)、燃料にエタノールを使用した場合は114 PS (84 kW; 112 hp)を発生する。この車はまた、2010年に予定されている生産終了のために、フロントグリル、ボンネット、サイドバンパー、テールライトの外観をマイナーチェンジした。
2009年モデルでは、フィアットはブラジル市場からアバルトバージョンの販売を終了した。アバルトバージョンは他の市場では入手できなくなった。2010年モデルでは、フィアットのブラジル法人は、1.8 8v Flexエンジンを搭載した「Attractive」と呼ばれる「基本機能」バージョンを発売した。このバージョンは、新しいブラーボが登場することを確認したもので、低価格のAttrivalentが唯一のバージョンとなる。
2010年3月、ブラジル法務省はフィアットに対し、30件の事故と8人の死者を出した可能性のある後輪の問題を修正するため、ABSブレーキのないスティーロのリコールを怠ったとして、300万レアル（170万米ドル）の罰金を科した。フィアットは、後輪の問題は事故の原因ではなく、むしろ事故によって引き起こされたと述べ、不正行為を否定した。

## コスト
フィアットはスティーロ発売のために9億ユーロ相当を投資し、そのうち7億ユーロが工業化、2億ユーロが開発費であった。フィージビリティ・スタディの時点では、高い開発費を回収するため、フィアットは年間20万台のスティーロを販売する計画だった。トリノに本社を置くフィアット社は、スティロを1台販売するごとに2,410ユーロの損失を計上した。この不況のため、フィアットは倒産の危機に瀕した。今日でも、スティーロはフィアットが開発した中で最も高価な車である。

## 販売・生産
スティーロは76.9万台が生産され、うち10万2,662台はブラジルで生産された。
スティーロはフィアットにとって大失敗で、年間生産台数は40万台に達すると予想されていた。
全体として、販売不足により、フィアットは生産台数あたり推定2,730ユーロの損失を出した。

## 販売台数
| 年   | ブラジル |
| ---- | -------- |
| 2003 | 14,921   |
| 2004 | 10,137   |
| 2005 | 10,054   |
| 2006 | 10,467   |
| 2007 | 13,062   |
| 2008 | 16,327   |
| 2009 | 11,273   |
| 2010 | 6,544    |
| 2011 | 227      |